# Mazinger Z salva a Venezuela
Mazinger Z salva a Venezuela es un videojuego venezolano lanzado en 2004 y desarrollado por José Rafael Marcano. El juego tuvo una buena recepción, siendo distribuido en cien tiendas y recibiendo cobertura del canal de televisión Globovisión. No obstante, implicó problemas para el desarrollador con el gobierno venezolano por su contenido político. Las autoridades le pidieron que retirara el juego de la venta, y tiendas como VDL Books fueron cerradas por el órgano tributario SENIAT por venderlo.

## Producción
El desarrollador, José Rafael Marcano, tuvo la inspiración para desarrollar el videojuego a finales de 2003, en el contexto del referéndum revocatorio de Venezuela, después de tener un sueño mientras visitaba la finca de sus suegros. No le gustaba desarrollar contenido político, pero decidió hacerlo por primera vez por lo vívido que había sido el sueño. El guion le tomó a José Rafael alrededor de dos semanas para ser escrito, editándolo progresivamente para ajustarlo a los niveles que tendría.
Al terminar la historia, Marcano se la mostró a uno de los artistas que trabajaban con Mediatech, Daniel, quien lo animó a desarrollar el videojuego en sus tiempos libres. José Rafael y Daniel continuaron trabajando en el proyecto por meses en secreto, debido a la delicada situación política en el país. El juego fue terminado dos semanas antes de la fecha anunciada para el referéndum revocatorio, el 15 de agosto de 2004.

## Historia
El videojuego mezcla realidad y ficción. La historia toma elementos de Mazinger Z, donde lucha contra ejércitos de mechas (robots gigantes) del doctor Hell, y los adopta al contexto en Venezuela. Como tal, los generales que dirigían a los ejércitos de mechas son sustituidos por funcionarios del gobierno de Hugo Chávez dependiendo de sus personalidades, y el antagonista principal, el Emperador de la Oscuridad, es interpretado por el mismo presidente Chávez.
La historia comienza unos días después del referéndum, el 19 de agosto de 2004, cuando la oposición convoca a una marcha a la que asisten José Rafael y Daniel. Ambos comenzaron a construir a Mazinger Z en secreto, diciendo que el gobierno creó un ejército de mechas para controlar al país. José Rafael pilota a Mazinger Z luego de que el gobierno atacara la marcha. El objetivo del juego es vencer a los mechas del gobierno, enfrentándose finalmente al robot dirigido por Chávez.

## Recepción
El videojuego fue distribuido en cien tiendas, incluyendo en librerías y establecimientos de computación, tuvo una buena recepción, y José Rafael fue entrevistado por el canal de televisión Globovisión con respecto al videojuego. Días después de la entrevista en Globovisión, el programa de televisión oficialista La Hojilla comentó sobre el videojuego y José Rafael, acusándolo de ser propaganda contra el gobierno y de haber sido "financiado por la ultra ultra derecha". En el episodio le pidieron a la fiscalía que detuvieran a José Rafael, acusando al videojuego de incitar al odio y de difamar a Chávez internacionalmente. Al día siguiente del programa, José Rafael comenzó a recibir amenazas e insultos por teléfono.
Días después, uno de los distribuidores del juego lo llamó, informándole que fueron visitados por funcionarios del órgano tributario SENIAT. Los funcionarios los sancionaron con una elevada multa, decomisaron todas las unidades del videojuego y comentaron la razón había sido la venta del mismo.Las autoridades le pidieron que retirara el videojuego de la venta, y tiendas como VDL Books fueron cerradas por venderlo.Debido a las represalias, José Rafael tomó la decisión de acceder, llamando a sus clientes y pidiéndoles que sacaran la entrega de los mostradores o incluso que lo destruyeran.
Sin embargo, Marcano subió el juego a su página web años después para poder ser descargado de manera gratuita, luego de haber emigrado para Colombia, generando miles de descargas.